# Драшко Љубичић
Драшко Љубичић (Приједор, 1959) српски је писац.
Рођен је 1959. године у Приједору, где и данас живи и ради. Школовао се у родном граду Приједору и Бањој Луци.